# Алберт Ото I фон Золмс-Лаубах
Алберт Ото I фон Золмс-Лаубах (на немски: Albert Otto I zu Solms-Laubach; * 9 декември 1576 в Лаубах, Горен Хесен; † 2 март 1610 в Бреденбенд) е граф на Золмс-Лаубах.

## Произход
Той е четвъртият син на Йохан Георг I фон Золмс-Лаубах (1547 – 1600) и съпругата му графиня Маргарета фон Шьонбург-Глаухау (1554 – 1606), дъщеря на граф Георг I фон Шьонбург-Глаухау.
По-големият му брат Фридрих (1574 – 1635, бездетен) става граф на Золмс-Рьоделхайм-Асенхайм, а по-малките му братя Хайнрих Вилхелм (1583 – 1632) граф на Золмс-Зоненвалде-Поух, и Йохан Георг II (1591 – 1632), граф на Золмс-Барут и Вилденфелс.
Той умира на 2 март 1610 г. в битката при Бреденбенд/Брайтенбенд на 33 години и е погребан в градската църква в Юлих.

## Фамилия
Алберт Ото I се жени в Касел на 23 октомври 1601 г. за принцеса Анна фон Хесен-Дармщат (* 3 март 1583; † 13 септември 1631), дъщеря на ландграф Георг I фон Хесен-Дармщат и Магдалена фон Липе. Те имат децата:
- Елеонора (1602)
- Магдалена (1603)
- Маргарета (1604 – 1648), омъжена 1623 г. за граф Хайнрих Фолрад фон Щолберг-Вернигероде-Ортенберг (1590 – 1641)
- Елеонора (1605 – 1633), омъжена 1627 г. за маркграф Фридрих V фон Баден-Дурлах (1594 – 1659)
- Агнес Юлиана (1606 – 1611)
- Христиана (1607 – 1638), омъжена 1632 г. за граф Емих XIII фон Лайнинген-Дагсбург (1612 – 1657)
- Хедвиг Урсула (1608 – 1616)
- Алберт Ото II (1610 – 1639), граф на Золмс-Лаубах, женен 1631 г. за Катарина Юлиана фон Ханау-Мюнценберг (1604 – 1688)